# Mouseman Cloud
Mouseman Cloud è il 17° album in studio long playing di Robert Pollard, membro fondatore dei Guided by Voices; venne pubblicato nel 2012 negli Stati Uniti d'America sia in vinile che in CD dalla Guided By Voices Inc. e, nel Regno Unito, dalla Fire Records.

## Tracce
Lato A
1. Obvious #1
2. Picnic Drums
3. Mouseman Cloud
4. Dr. Time
5. Lizard Ladder
6. Human Zoo
7. Bats Flew Up
8. Mother's Milk and Magnets
9. Continue to Break

Lato B
1. I Was Silence
2. Smacks of Euphoria
3. Science Magazine
4. No Tools
5. Aspirin Moon
6. Half-Strained
7. Zen Mother Hen
8. Chief Meteorologist

## Musicisti
- Todd Tobias: basso, batteria, percussioni, chitarra, tastiere
- Robert Pollard: voce e chitarra